# Design Academy Eindhoven
La Design Academy Eindhoven est un établissement interdisciplinaire d'enseignement pour l'art, l'architecture et la conception situé à Eindhoven, aux Pays-Bas. Le travail de son corps professoral et de ses anciens élèves lui a apporté une reconnaissance internationale au point d'être souvent dénommé "meilleure école de design dans le monde."

## Histoire
La Design Academy Eindhoven a été créé en 1947 et s'appelait à l'origine l'Akademie Industriële Vormgeving Eindhoven. En 1997, l'Académie a emménagé dans "De Witte Dame (nl)" (La Dame Blanche) et a changé son nom en Design Academy Eindhoven (DAE). En 1999, Li Edelkoort a été élu présidente de l'Académie. En 2009, elle a quitté la Design Academy pour poursuivre ses projets personnels et a été remplacé par Anne Mieke Eggenkamp.

## Structure
Le programme de bachelier est divisé en huit départements interdisciplinaires couvrant les domaines de: l'art, l'architecture, la mode, le design graphique et le design industriel. Comme la structure du bachelier est destiné à être flexible, les étudiants sont libres de se déplacer entre les différents départements et tous les étudiants obtiennent le même diplôme, un bachelier en design.
Le DAE propose également cinq masters différents en : Contextual Design, Social Design, Information Design, GEO-Design et The Critical Inquiry Lab.

## Notoriété
L'accent, mis par la Design Academy d'Eindhoven, sur la participation aux questions sociales et culturelles contemporaines a acquis une réputation internationale. Les collectifs néerlandais bien connus tels que Droog Design composé de plusieurs anciens élèves de la DAE, les expositions et événements d'étudiants organisé par Orange Alert, ainsi que les nominations de plusieurs anciens élèves pour le "Designer de l'année» du Design Museum de Londres y participent tout autant.
Le livre House of Concepts: Design Academy Eindhoven, publié par les Éditions du FRAME (Amsterdam) en 2008, raconte les 60 ans d'histoire de l'académie et souligne l'importance  des artistes, architectes et designers hollandais associés à la DAE.

## Événements
Chaque année, à l'automne, a lieu le Dutch Design Week, la Semaine du design néerlandais qui se tient à Eindhoven en même temps qu'une série d'événements liés au design. Il s'agit notamment de l'exposition de fin d'études (avec les travaux des diplômés de la DAE de cette année) et les Dutch Design Awards.

## Quelques anciens étudiants notables
- Maarten Baas,
- Susan Christianen,
- Lorette Colé Duprat,
- Piet Hein Eek,
- Hella Jongerius,
- Tita Larasati,
- Monika Mulder
- Eugène Peters,
- Frans Schrofer,
- Job Smeets,(Studio Job)
- Wieki Somers,
- Lidewij Spitshuis,
- Nynke Tynagel,(Studio Job)
- Ton van de Ven,
- Hunn Wai,
- Marcel Wanders,(Moooi)